# Spielothek-Cup 2011
Der Spielothek-Cup 2011 war die 25. Austragung des Handballwettbewerbs und wurde am 12. und 13. August 2011 in den ostwestfälischen Städten Minden und Lübbecke in Nordrhein-Westfalen ausgetragen.
Der TuS N-Lübbecke setzte sich im Finale mit 35:31 (18:12) Toren im Mühlenkreis-Derby gegen GWD Minden durch und gewann seinen insgesamt siebten Titel. Den dritten Platz sicherte sich der VfL Gummersbach mit 33:16 (16:8) gegen RK Celje Pivovarna Laško. Torschützenkönig wurde Lübbeckes Tomasz Tłuczyński mit 15 Toren.

## Modus
Es wurde mit vier Mannschaften im K.-o.-System mit zwei Halbfinalspielen, dem Spiel um Platz drei sowie dem Finale gespielt. Die Spielzeit betrug 2 × 30 Minuten. Bei unentschiedenem Ausgang nach Ablauf der regulären Spielzeit hätte es ein Siebenmeterwerfen gegeben.

## Spiele
Halbfinale
| 12. August 2011 18:00 Uhr | TuS N-Lübbecke                 | 35:25   | VfL Gummersbach                    | Kampa-Halle, Minden Zuschauer: 950 Schiedsrichter: Pawel Fratczak, Paulo Ribeiro |
| 12. August 2011 18:00 Uhr | meiste Tore: Niemeyer (6 Tore) | (19:13) | meiste Tore: Lützelberger (6 Tore) | Kampa-Halle, Minden Zuschauer: 950 Schiedsrichter: Pawel Fratczak, Paulo Ribeiro |
| 12. August 2011 18:00 Uhr | Strafen: 2×                    |         | Strafen: 3×                        | Kampa-Halle, Minden Zuschauer: 950 Schiedsrichter: Pawel Fratczak, Paulo Ribeiro |

| 12. August 2011 20:15 Uhr | GWD Minden                     | 34:27   | RK Celje Pivovarna Laško                | Kampa-Halle, Minden Zuschauer: 950 Schiedsrichter: Daniel Porebska, Tobias Schween |
| 12. August 2011 20:15 Uhr | meiste Tore: Svitlica (8 Tore) | (19:16) | meiste Tore: Poklar, Zelenović (4 Tore) | Kampa-Halle, Minden Zuschauer: 950 Schiedsrichter: Daniel Porebska, Tobias Schween |
| 12. August 2011 20:15 Uhr | Strafen: 5×                    |         | Strafen: 7×                             | Kampa-Halle, Minden Zuschauer: 950 Schiedsrichter: Daniel Porebska, Tobias Schween |

Spiel um Platz 3
| 13. August 2011 17:30 Uhr | VfL Gummersbach             | 33:16  | RK Celje Pivovarna Laško        | Merkur Arena, Lübbecke Zuschauer: 1.800 |
| 13. August 2011 17:30 Uhr | meiste Tore: Pfahl (9 Tore) | (16:8) | meiste Tore: Mačkovšek (3 Tore) | Merkur Arena, Lübbecke Zuschauer: 1.800 |
| 13. August 2011 17:30 Uhr |                             |        |                                 | Merkur Arena, Lübbecke Zuschauer: 1.800 |

Finale
| TuS N-Lübbecke | TuS N-Lübbecke | GWD Minden | GWD Minden |
| | Finale 13. August 2011, 19:45 Uhr in Lübbecke (Merkur Arena) Ergebnis: 35:31 (18:12) Zuschauer: 1.800 Schiedsrichter: Pawel Fratczak, Paulo Ribeiro ( Deutschland) |            |            |
| Nikola Blažičko, Dario Quenstedt – Nicky Verjans (4), Mattias Gustafsson, Frank Løke (6), Drago Vuković (8), Artur Siódmiak, Malte Schröder (2), Tomasz Tłuczyński (10/5), Daniel Svensson, Arne Niemeyer (4), Tim Remer (1) Trainer: Markus Baur ( Deutschland) | Anders Persson, Jens Vortmann – Carl-Johan Andersson (1), Markus Fuchs (1), Gerrit Bartsch (1/1), Georg Auerswald, Christoph Steinert, Aljoscha Schmidt (5/1), Aleksandar Svitlica (4), Dalibor Doder (8), Evars Klešniks (2), Nenad Bilbija (9), Sören Südmeier (n.e.), Jannick Oevermann (n.e.) Trainer: Ulf Schefvert ( Schweden) |            |            |
| Niemeyer (36.), Remer (46.), Gustafsson (59.) | Andersson (11., 32.), Bilbija (20.), Vortmann (47.), Auerswald (59.) |            |            |

## Statistiken
Torschützenliste
| Pl. | Spieler             | Verein          | Tore | FT | 7 m | T/S |
| --- | ------------------- | --------------- | ---- | -- | --- | --- |
| 1   | Tomasz Tłuczyński   | TuS N-Lübbecke  | 15   | 7  | 8   | 7,5 |
| 2   | Adrian Pfahl        | VfL Gummersbach | 14   | 13 | 1   | 7   |
| 3   | Nenad Bilbija       | GWD Minden      | 13   | 13 | 0   | 6,5 |
|     | Drago Vuković       | TuS N-Lübbecke  | 13   | 13 | 0   | 6,5 |
| 5   | Dalibor Doder       | GWD Minden      | 12   | 12 | 0   | 6   |
|     | Aleksandar Svitlica | GWD Minden      | 12   | 12 | 0   | 6   |
| 7   | Frank Løke          | TuS N-Lübbecke  | 10   | 10 | 0   | 5   |
|     | Arne Niemeyer       | TuS N-Lübbecke  | 10   | 10 | 0   | 5   |

FT – Feldtore, 7 m – Siebenmeter-Tore, T/S – Tore pro Spiel

## Aufgebote
| TuS N-Lübbecke | GWD Minden | VfL Gummersbach | RK Celje Pivovarna Laško |
| Dario Quenstedt Nikola Blažičko Nicky Verjans Mattias Gustafsson Frank Løke Drago Vuković Artur Siódmiak Malte Schröder Tomasz Tłuczyński Daniel Svensson Arne Niemeyer Tim Remer | Jens Vortmann Anders Persson Carl-Johan Andersson Jannick Oevermann Markus Fuchs Gerrit Bartsch Georg Auerswald Christoph Steinert Aljoscha Schmidt Aleksandar Svitlica Dalibor Doder Evars Klešniks Nenad Bilbija Sören Südmeier | Vjenceslav Somić Aljoša Rezar Marc Multhauf Igor Anic Dennis Krause Barna Putics Adrian Rother Jörg Lützelberger Jonathan Eisenkrätzer Robin Teppich Kentin Mahé Adrian Pfahl Jan-Lars Gaubatz Vedran Zrnić Andreas Heyme Marian Orlowski | Urban Lesjak Dejan Perić Matevž Skok Gregor Potočnik Carlos Prieto Žiga Mlakar Gašper Marguč David Razgor Alem Toskić Nikola Ranevski Nejc Poklar Vid Poteko Petar Metličić Nemanja Zelenović Borut Mačkovšek Luka Žvižej Rok Žuran Vid Kovač |
| Markus Baur (Trainer) | Ulf Schefvert (Trainer) | Sead Hasanefendić (Trainer) | Vladan Matić (Trainer) |